# Formaggio palmero

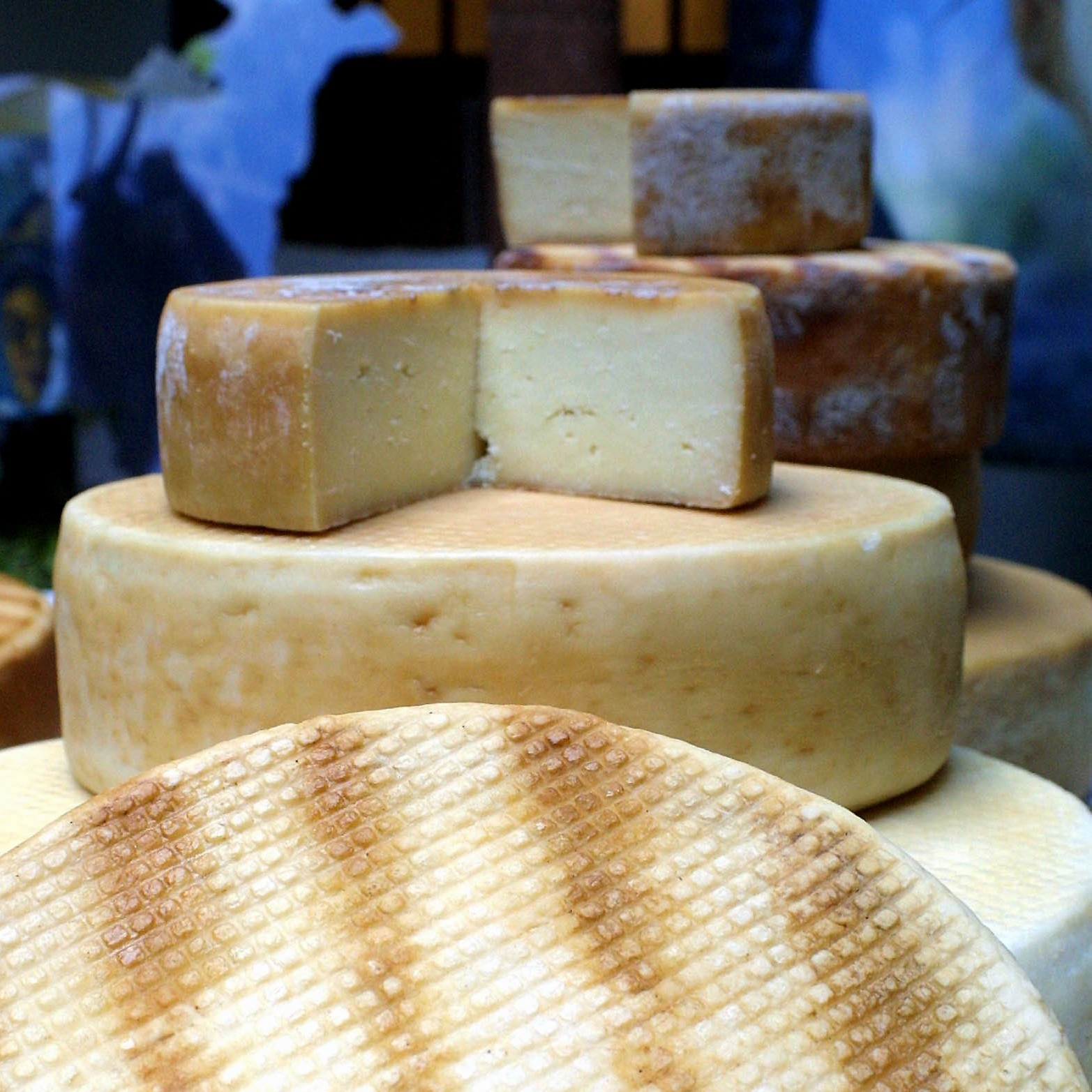
Formaggio palmero impilato

Il palmero o formaggio di La Palma è un formaggio affumicato delle Isole Canarie, prodotto con latte non pastorizzato di «capra palmera». Questo formaggio viene prodotto sull'isola di La Palma, da cui prende il nome.

## Elaborazione
È prodotto con latte di capre di La Palma, la cui alimentazione si basa sull'utilizzo delle risorse foraggere dell'isola e sul caglio naturale di capretto. Tutta la produzione è attualmente artigianale, in piccole aziende agricole, e viene utilizzato latte non pastorizzato. Il latte appena munto viene filtrato e coagulato ad una temperatura compresa tra 27 e 33 °C. Il tempo medio di coagulazione è di 45 minuti. Dopo aver messo la cagliata nel calderone e averla ottenuta sotto le mani, la cagliata viene tagliata a grana piccola, per facilitare lo spurgo. Viene poi pressata e modellata in anelli e salata con sale marino grosso proveniente dalle saline dell'isola.